# Jaish ibn Jumarauai
Abu al-'Asakir Jaish ibn Jumarauai (árabe: أبو العساكر جيش بن خمارويه; 882-896) fue el tercer emir de los tuluníes de Egipto, que gobernó brevemente en el 896.
Era el primogénito de Jumarauai, al que sucedió en el cargo de gobernador a principios del 896, a la edad de catorce años. Poco después, ordenó la ejecución de su tío Mudar ibn Ahmad ibn Tulun. Los jefes militares tuluníes lo asesinaron en noviembre junto a su visir Ali ibn Ahmad al-Madhara'i; los confabulados lo sustituyeron por su hermano menor Harún ibn Jumarauai.